# Tepantitlán, Oaxaca
Tepantitlán är en ort i Mexiko.   Den ligger i kommunen Santiago Texcalcingo och delstaten Oaxaca, i den sydöstra delen av landet, 260 km sydost om huvudstaden Mexico City. Tepantitlán ligger 2 124 meter över havet och antalet invånare är 749.
Terrängen runt Tepantitlán är kuperad österut, men västerut är den bergig. Runt Tepantitlán är det ganska tätbefolkat, med 144 invånare per kvadratkilometer. Närmaste större samhälle är Teotitlán de Flores Magón, 12,3 km sydväst om Tepantitlán. Omgivningarna runt Tepantitlán är en mosaik av jordbruksmark och naturlig växtlighet.